# Mira Potkonen
Mira Marjut Johanna Potkonen, född Miettinen den 17 november 1980 i Heinävesi, är en finländsk boxare.

## Karriär
Potkonen tog OS-brons i lättvikt i samband med de olympiska boxningstävlingarna 2016 i Rio de Janeiro.
Vid OS i Tokyo 2021 tog Potkonen sitt andra OS-brons i lättvikt efter att ha förlorat semifinalen mot brasilianska Beatriz Ferreira.